# 尤素普·村娃子
尤素普·村娃子（俄语：Юсуп Цунвазо，1911年—1981年），另译优素布·村娃子、优素卜·村娃子或尤素普·丛娃子，苏联语言学家，东干族。

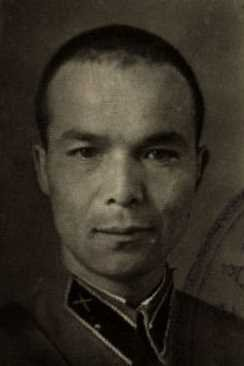
战时的村娃子

## 生平
村娃子于1911年出生在俄罗斯帝国突厥斯坦总督区韦尔内，曾做过东干族中、小学语文教师，曾在哈萨克斯坦科学院维吾尔—东干学部专门研究东干族语言，编辑出版《东干语言》课本。